# Collegium Musicum der RWTH Aachen
Das Collegium Musicum der RWTH Aachen wurde im Wintersemester 1952/1953 durch Eigeninitiative von Studentinnen und Studenten sowie Assistenten und Professoren der RWTH Aachen zunächst in Form eines Kammerorchesters gegründet, das später um einen Chor erweitert wurde. Es ist neben dem Aachener Studentenorchester (ASO), dem Aachener HochschulSalonOrchester (ACHSO) und dem Jungen Symphonieorchester e. V. (JSO) eines von vier Orchestern für Studierende in Aachen. Das Collegium Musicum befindet sich seit dem Sommersemester 2017 unter der Leitung von Raimund Laufen. Die akademische Leitung hat Thomas Gries inne.

## Organisation und Struktur
Das Collegium Musicum startete anfangs unter seinem ersten Leiter Rudolf Bremen als reines klassisches Orchester mit unterschiedlicher Besetzung. Bereits 1958 wurde es um einen Chor erweitert. Im Jahre 1989 übernahm Fritz ter Wey, der bereits zuvor im Jahre 1966 den Jungen Chor Aachen gegründet hatte, das Orchester und baute es zur symphonischen Besetzung aus. Nach der Berufung ter Weys zum Professor der Musikhochschule Detmold konnte der Niederländer Hubert Pittie, der stark von Sergiu Celibidache beeinflusst worden ist, als neuer Leiter verpflichtet werden. Ihm sind vor allem die Kontakte zu den verschiedenen niederländischen Ensembles zu verdanken. 
Das breit gefächerte Repertoire umfasst Werke vom Barock bis zur Moderne, aber auch geistliche Kantaten und große Messen wie z. B. Verdis Requiem. Darüber hinaus machte das Collegium Musicum durch einige deutsche Erstaufführungen wie z. B. von Béla Bartók auf sich aufmerksam. Seit einigen Semestern wurde das Programm um kammermusikalische Werke erweitert. Zahlreiche über das Jahr verteilte Konzertabende sowie regelmäßige Auftritte im Rahmen der Reihe Musik & Motion des Bürgerforums RWTHextern gehören zum Pflichtprogramm des Orchesters. Durch seine überzeugenden Leistungen wurde das Collegium Musicum zu weiteren  Auftritten im benachbarten In- und Ausland sowie zu gemeinsamen Arrangements beispielsweise mit dem Universitätschor Maastricht, mit dem luxemburgischen Ensemble Les Musiciens, mit dem renommierten Orchester Krashna Musika der TU Delft sowie mit der Abteilung Aachen der Musikhochschule Köln und dem Aachener Symphonieorchester eingeladen. 
Zu seinem 50-jährigen Bestehen im Jahre 2002 wurde das CM in der Sendung Campus und Karriere des Deutschlandfunks in besonderer Weise vorgestellt und gewürdigt.
Zum Sommersemester 2015 fand nach mehr als 20 Jahren erstmals wieder ein Dirigentenwechsel statt und der Düsseldorfer Ernst von Marschall leitete fortan Chor und Orchester. Er realisierte u. a. Projekte wie beispielsweise einen Orchesteraustausch mit der Tschechischen Technischen Universität Prag und die Chor-Aufführung der Matthäus-Passion (J. S. Bach). Nach vier Semestern übernahm schließlich Raimund Laufen das Dirigat von Chor und Orchester. Sein Debüt hatte er mit Ein deutsches Requiem von Johannes Brahms. Laufen gab sein Amt als Dirigent des Collegium Musicum zum Wintersemester 2019/2020 nach der Aufführung von Carl Orffs Carmina Burana ab. Fortan leitet Tobias Haussig als neuer Universitätsmusikdirektor den Chor und das Orchester.